# Libertas Termini
La Libertas Termini è stata la principale squadra di pallacanestro femminile di Termini Imerese. Ha disputato la massima serie per tre stagioni, per poi cedere il titolo sportivo a Ribera.

## Storia
Nel 1994-95 disputa la Serie A2 ma retrocede al termine della seconda fase. Riammessa, nel 1995-96 vince la prima fase di Serie A2 e disputa la Poule Promozione. È in Serie A2 d'Eccellenza nel 1997-98 e rientra in A2 nel 1998-99, quando vince il Girone C, ed è finalmente promossa nel 1999-2000.
Come Libertas Termini, allenata per anni da Francesco Scimeca, ha preso parte alla Serie A1 2000-01, 2001-02 e 2002-03. Nel 2002-03 la De Gasperi è arrivata quattordicesima al termine della stagione regolare, retrocedendo direttamente nella Serie A2. Al termine di questa stessa stagione però, è stato ceduto il titolo alla Pallacanestro Ribera, ottenendo così la riammissione alla Serie A1, categoria dove il Ribera ha giocato per sei stagioni.
Una squadra di Termini Imerese, il Basket Himera, dal 2003 al 2010 ha giocato nelle serie minori, guidata sempre da Scimeca. Ha disputando per tre anni la Serie B d'Eccellenza, a cui ha rinunciato; nella Serie B regionale 2009-'10 è giunta seconda nella Poule Promozione, ma è stata poi esclusa dal campionato nell'estate seguente.

## Formazioni
- 2007-08 (B Ecc): Augetto, Bisconti, Russo, Cacciatore, Infantino, Sicola, Giordani, Azzarello, Corrao, Busuito, Mancuso, Cavarretta. All.: Scimeca[12].
- 2008-09 (B Ecc): Augetto, Bisconti, Cavarretta, Ciriminna, Innocente, Fornaro, Sicola, Vento, Busuito. All.:Scimeca[13].
- 2009-10 (B2): Augetto, Cavarretta, Busuito, Gioia, Mancuso, Sicola, Muscarella, Macciocia, Dublo, Bordino, Curcio. All.Scimeca[14].